# Giulio Berruti (Schauspieler)

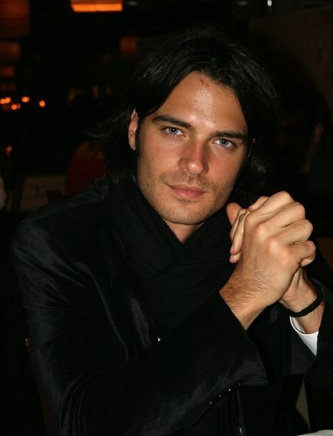
Giulio Berruti, 2008

Giulio Maria Berruti (* 27. September 1984 in Rom) ist ein italienischer Schauspieler, Model, Zahnarzt und Autor. Bekannt wurde er durch Rollen in internationalen Filmproduktionen wie Monte Carlo, Walking on Sunshine und der Gabriel’s Inferno-Filmreihe.

## Leben
Giulio Berruti wurde in Rom geboren. Sein Vater Giuseppe Berruti ist Augenarzt aus Moncalvo, seine Mutter Francesca Romana Reggiani ist Rechtsanwältin.
Nach dem Besuch eines naturwissenschaftlichen Gymnasiums absolvierte Berruti eine Ausbildung zum Zahntechniker. Anschließend studierte er Zahnmedizin an der Universität Tor Vergata in Rom, wo er 2010 seinen Abschluss in Zahnmedizin und Zahnersatz machte. 2015 spezialisierte er sich zusätzlich auf Kieferorthopädie. Er arbeitet weiterhin in der Familienpraxis, insbesondere auf dem Gebiet der ästhetischen Zahnmedizin.
Parallel zur medizinischen Ausbildung begann Berruti eine Karriere im Schauspiel. Er nahm Unterricht bei Anna Strasberg und besuchte einen Intensivkurs bei der US-Schauspiellehrerin Ivana Chubbuck.
Seit 2020 ist Berruti mit der italienischen Politikerin Maria Elena Boschi liiert.

## Karriere
Bereits während seiner Schulzeit begann Berruti als Model zu arbeiten. Er war auf Laufstegen und in Werbekampagnen aktiv u. a. für Bulgari und Lancia.
Sein Filmdebüt hatte er 2003 in The Lizzie McGuire Movie. 2005 spielte er eine Nebenrolle in Melissa P. von Luca Guadagnino. 2007 spielte er die Hauptrolle des Marquis Andrea Van Necker in der italienischen Fernsehserie La figlia di Elisa – Ritorno a Rivombrosa, was seinen nationalen Durchbruch bedeutete. 2011 war er in der US-Produktion Monte Carlo als Prinz Domenico zu sehen. 2014 übernahm er eine der Hauptrollen in der britischen Musikkomödie Walking on Sunshine.
Ab 2019 spielte er die Hauptfigur Gabriel Emerson in der Gabriel’s Inferno-Reihe, die auf der gleichnamigen Romantrilogie von Sylvain Reynard basiert und für die Streaming-Plattform Passionflix produziert wurde.
Berruti nahm 2018 an der italienischen Tanzshow Dance Dance Dance teil und gewann gemeinsam mit der Schauspielerin Cristina Marino den ersten Platz. 2025 war er Teilnehmer der Realityshow Pechino Express.
Giulio Berruti ist Mitbegründer der Firma BCG Srl, die Fortbildungen im Bereich ästhetische Medizin organisiert. Außerdem leitet er die Studio Berruti Srl (ästhetische Zahnmedizin) sowie die Treelon Srl, die im pharmazeutischen Handel tätig ist.
Seit 2008 ist er Vizepräsident und Botschafter der italienischen Kulturvereinigung Effemeridi Onlus, die sich für Umweltschutz, Gesundheit und Tierrechte einsetzt. 2014 war er Gesicht der Literaturkampagne #unamoredilibro des Corriere della Sera.

## Filmografie (Auswahl)
Kino
- 2003: The Lizzie McGuire Movie
- 2005: Melissa P., Regie: Luca Guadagnino
- 2010: Bon Appétit
- 2011: Monte Carlo
- 2014: Walking on Sunshine
- 2020: Gabriel’s Inferno
- 2021: Gabriel’s Rapture
- 2021: The Hitman’s Wife’s Bodyguard

Kurzfilme
- 2015: Vai, Paparazzo!
- 2016: L’amore che vorrei –
- 2018: La Ricetta della Mamma

Fernsehen
- 2006: Black Arrow
- 2007: La figlia di Elisa – Ritorno a Rivombrosa
- 2009: Il falco e la colomba
- 2011: Sangue caldo
- 2014: I segreti di Borgo Larici
- 2016: Matrimoni e altre follie
- 2016: Squadra antimafia – Il ritorno del boss
- 2019: Pezzi unici

Webserien
- 2008: L’ospite perfetto

### Musikvideos
- 2008: Niente di Speciale – Daniele Stefani
- 2010: Gli Spietati – Baustelle
- 2018: Mille Anni Luce – Luna Vincenti

## Schriften
- Nutshell. Mondadori, Mailand 2018. ISBN 978-88-918130-5-3.